# Hjertets Stemme
Hjertets Stemme (originaltitel Die Stimme des Herzens) er en tysk stumfilm fra 1924 instrueret af Hanns Schwarz.

## Medvirkende
- Mary Johnson som Helga Petersen
- Fritz Kampers som Arne Mikkelsen
- Einar Rød som Dr. Axel Wyborg
- Meinhart Maur som Helgas Vater
- Ágnes Esterházy som Ebba
- Margarete Kupfer som Nachbarin
- Jenny Marba som Arnes Mutter
- Clementine Plessner